# Рендисаљка
Рендисаљка је врста алатне машине за обраду метала која користи линеарно релативно кретање између радног предмета и алата за сечење радног комада у једној тачки.
Рендисаљке су нископродуктивне машине и користе се у појединачној и малосеријској производњи. Због остварења високе тачности по дужини ипак се често користе за обраду канала, клизних стаза и слично. Постоје следеће изведбе рендисаљки: краткоходе (хоризонталне) рендисаљке, вертикалне рендисаљке (дубилице) и дугоходе рендисаљке.
Иако у савременој металопрерађивачкој индустрији  принципи обраде метала рендисањем заступљен је  у нешто мањем обиму него остали поступци обраде резањем има значајну примену у појединачној и мањој серијској производњи. Примењује се за обраду равних површина машинских делова које могу бити у хоризонталном, косом и вертикалном положају, за израду жлебова, зупчаника и др.
Принципи обраде метала рендисањем су истоветни принципима обраде резањем уопште, а остварују се на основу кретања алата и обратка, продирањем алата у материјал обратка и скидања слоја метала у виду струготине.

### Подела рендисаљки
1. Рендисаљке универзалног типа
2. Рендисаљке специјалног типа

#### Рендисаљке универзалног типа
Намењене су извођењу рендисања обрадака различитих намена и облика погодних за карактеристичне операције рендисања. У њиховом раду користе се алати за обраду и прибори за стезање универзалног типа и њихова примена поред појединачне и малосеријске производње могућа је и у серијској производњи.
У зависности од тога да ли алат или обрадак изводи главно праволинијско кретање разликују се две основне врсте универзалних рендисаљки: 
1. Краткохода рендисаљка
2. Дугохода рендисаљка

##### Краткохода рендисаљка
Код ових рендисаљки резни алат изводи главно, праволинијско кретање, а обрадак помоћно кретање. Кретање резног алата може да се обавља у хоризонталној или вертикалној равни на основу чега имамо поделу на:
1. Хоризонталне краткоходе рендисаљке су погодне за обраду кратких хоризонталних и косих површина, жлебова и слично.
2. Вертикалне краткоходе рендисаљке погодне су за грубо и фино рендисање спољних и унутрашњих вертикалних површина.

##### Дугохода рендисаљка
Код ових рендисаљки обрадак са радним столом изводи главно праволинијско кретање напред и назад, а резни алат са носачем алата помоћно периодично попречно кретање. Померањем алата у правцу узима се жељена дубина резања. Дугоходе рендисаљке намењене су за обраду површина разних ливених, кованих и ваљаних делова већих димензија и тежина. Користе се у производним погонима средње и тешке машиноградње за малосеријски тип производње.
Основна два типа:
1. Једностубе - Употребљавају се за обраду великих и широких делова који не могу да се обрађују на рендисаљкама са два стуба због своје ширине.
2. Двостубе - састоји се из постоља на коме се налазе две вођице по којима клизи покретни сто који заједно са обратком врши главно кретање.

#### Рендисаљке специјалног типа
Намењене су за серијску производњу појединачних врста обрадака као што су зупчаници или зупчасте летве.
Најпознатије специјалне рендисаљке за обраду зупчаника су типа:
1. Фелоуз
2. Маг

## Алати за рендисање
У зависности од положаја површине која се обрађује, разликујемо алате за хоризонталну и вертикалну обраду рендисањем. 
Ножеви за хоризонтално рендисање разликују се од ножева за вертикално рендисање по положају леђне и грудне површине односно леђног и грудног угла. 

#### Подела према намени
1. Ножеви за грубу обраду равних површина
2. Ножеви за завршну обраду равних површина
3. Ножеви за усецање
4. Ножеви за обраду различитих закривљених површина

Материјал за израду ножева за рендисање је брзорезни челик. Он се обликују великом жилавошћу и отпорношћу на ударе који се јављају при рендисању.

## Припрема за рад
Да би се приступило самом процесу обраду на рендисаљки потребно је припремити машину за рад. Припрема машине представља у ствари почетну фазу рада јер од тога зависи како ће се обавити сам процес обраде. 

#### Припремање машине обухвата
1. Постављање и стезање обратка
2. Стезање ножа
3. Подешавање машине за рад

## Поступак рендисања
Поступак рендисања започиње пуштањем машине у рад односно захватањем обратка ножем. Сам процес обраде састављен је из једне или више појединачних операција. Обрада равних хоризонталних површина представља један од најчешћих и најлакших случајева обраде на рендисаљкама. При обради предмета у облику коцке или паралелопипеда треба водити рачуна о редоследу обраде површина како би се обрада што рационалније обавила. Обрада вертикалних површина изводи се само у случају кад обрадак није могуће поставити и стегнути тако да се одговарајућа површина обрађује у хоризонталном положају. Обрада се изводи тако што се нож спушта за време сваког повратног кода на одређену дубину. После једног завршеног пролаза нож се подиже у полазни положај, а затим помицањем радног стола одређује се нова дубина резања и обрада наставља даље.

## Одржавање рендисаљки
Рендисаљке као и остале алатне машине имају више кинематских целина које су при раду подложне хабању и могу бити веома брзо оштећене и изазвати неправилан рад машине уколико се не врши редовно чишћење и подмазивање. Произвођачи машина дају упутство о начину одржавања и подмазивања машине и њега се корисник мора придржавати. Веома је значајно да се у резервоаре уља за подмазивање сипа уље одговарајућих карактеристика које је одредио произвођач машине. Тиме се обезбеђује не само правилан и тачан рад машине него и дуг век њеног трајања. Уколико се приликом рада машине запази било какав недостатак удари и слично, потребно је одмах машину зауставити и предузети мере да се квар констатује и отклони. Након завршетка рада у свакој радној смени машина се мора очистити од металне струготине и других прљавштина при чему нарочиту пажњу треба обратити на чишћење њених клизних површина.